# Norman Angell
Sir Ralph Norman Angell (26 tháng 12 năm 1872 – 7 tháng 10 năm 1967) là một nhà văn, nhà báo và Nghị sĩ Hạ nghị viện Vương quốc Anh thuộc Đảng Lao động.
Angell là một trong các sáng lập viên chủ chốt của Union of Democratic Control (Liên minh kiểm soát Dân chủ). Ông phục vụ trong Hội đồng của Royal Institute of International Affairs (Viện Hoàng gia về các vấn đề quốc tế), là ủy viên chấp hành của "Ủy ban thế giới chống chiến tranh và chủ nghĩa phát xít" (World Committee against War and Fascism), ủy viên ban chấp hành của "Liên minh Hội Quốc Liên" (League of Nations Union), và chủ tịch "Hiệp hội Abyssinia" (Abyssinia Association). Ông được phong tước hầu năm 1931 và được thưởng giải Nobel Hòa bình năm 1933.

## Cuộc đời & sự nghiệp

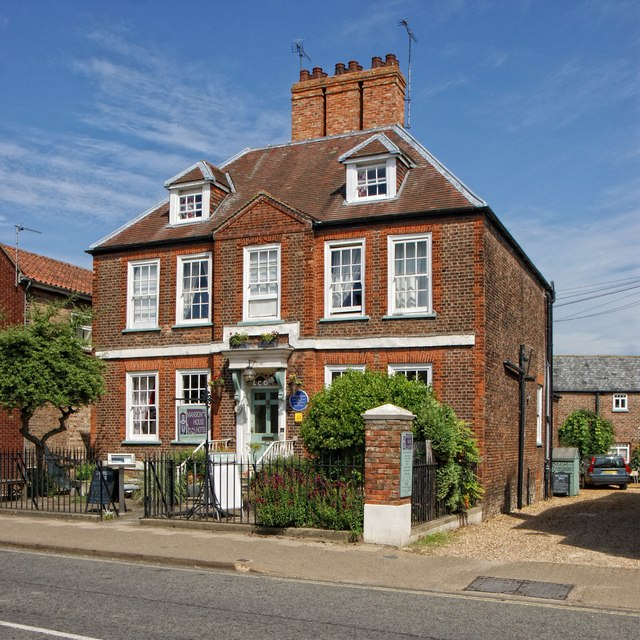
Nơi sinh của Angell

Angell là một trong 6 người con của Thomas Angell Lane và Mary (Brittain) Lane ở Holbeach, Lincolnshire, Anh. Ông có tên khai sinh là Ralph Norman Angell Lane, nhưng sau đã bỏ chữ "Lane".
Ông đã theo học nhiều trường ở Anh, trường Lycée de St. Omer ở Pháp, và Đại học Genève, lúc đó ông biên tập một tờ báo tiếng Anh xuất bản ở Genève, Thụy Sĩ. Khi ở Genève, Angell đã cảm thấy "châu Âu vướng vào các vấn đề nan giải và vô vọng".
Ngay từ khi còn là một chàng thiếu niên 17 tuổi, ông đã lấy quyết định táo bạo di cư sang vùng bờ biển phía tây Hoa Kỳ, nơi mà trong nhiều năm ông đã làm việc như người trồng nho, người đào mương tưới tiêu, chàng cao-bồi (chăn bò), người sống trên đất nhà nước cấp ở California (sau khi nộp đơn xin quốc tịch Mỹ), người đưa thư cho hàng xóm, người thăm dò quặng, rồi là một phóng viên cho báo St. Louis Globe-Democrat và sau đó báo San Francisco Chronicle.
Do việc gia đình, ông trở lại Anh năm 1898 trong thời gian ngắn, rồi qua Paris làm việc như một phó tổng biên tập cho một tờ báo Anh ngữ "Daily Messenger", và rồi cộng tác viên cho ban biên tập báo Éclair. Trong thời gian này, ông cũng làm thông tín viên ở Pháp cho vài nhật báo Mỹ, trong đó ông gửi các bản tường thuật về diễn tiến của vụ Dreyfus. Từ năm 1905 tới năm 1912, ông làm biên tập viên báo Daily Mail ở Paris.
Lại trở về Anh, ông gia nhập đảng Lao động năm 1920 và trúng cử chức nghị sĩ Hạ nghị viện Anh ở khu vực bầu cử Bradford North từ năm 1929 tới năm 1931. Năm 1931 ông được phong tước hầu vì việc phục vụ công chúng của ông, và sau đó năm 1933 ông được thưởng giải Nobel Hòa bình. Các năm cuối đời, Angell sống ở Nông trại Northey Island của mình và từ trần ở tuổi 94 tại Croydon, Surrey.

## Các tác phẩm
- Patriotism under Three Flags: A Plea for Rationalism in Politics (1903)
- Europe's Optical Illusion (1909, sách nhỏ 126 trang, đưa ra các chi tiết đầy đủ trong sách The Great Illusion)
- The Great Illusion: A Study of the Relation of Military Power to National Advantage (335 trang in năm 1910, sau đó có nhiều lần tái bản có sửa chữa và bổ sung)
- America and the New World State (ở Mỹ, 1912)
- The Foundations of International Policy (1912)
- War and the Workers (1913)
- Peace Treaties and the Balkan War (1913)
- Prussianism and its Destruction (1914)
- America and the New World-State. A Plea for American Leadership in International Organization (1915)
- Problems of the War and Peace: A Handbook for Students (1915)
- The World's Highway (1916)
- The Dangers of Half Preparedness (1916, ở Mỹ)
- War Aims: The Need for a Parliament of the Allies (1917)
- Why Freedom Matters (1917)
- The Political Conditions of Allied Success: A Protective Union of the Democracies (1918, ở Mỹ)
- The Treaties and the Economic Chaos (1919)
- The British Revolution and the American Democracy (1919)
- The Fruits of Victory (1921)
- The Press and the Organization of Society (1922)
- If Britain is to Live (1923)
- Foreign Policy and Human Nature (1925)
- Must Britain Travel the Moscow Road? (1926)
- The Public Mind: Its Disorders: Its Exploitation (1927)
- The Money Game: Card Games Illustrating Currency (1928)
- The Story of Money (1929)
- Can Governments Cure Unemployment? (1931,viết chung với Harold Wright)
- From Chaos to Control (1932)
- The Unseen Assassins (1932)
- The Great Illusion—1933 (1933)
- The Menace to Our National Defence (1934)
- Preface to Peace: A Guide for the Plain Man (1935)
- The Mystery of Money: An Explanation for Beginners (1936)
- This Have and Have Not Business: Political Fantasy and Economic Fact (1936)
- Raw Materials, Population Pressure and War (1936, ở Mỹ)
- The Defence of the Empire (1937)
- Peace with the Dictators? (1938)
- Must it be War? (1938)
- The Great Illusion—Now (1939)
- For What do We Fight? (1939)
- You and the Refugee (1939)
- Why Freedom Matters (1940)
- America's Dilemma (1941, ở Mỹ)
- Let the People Know (1943, ở Mỹ)
- The Steep Places (1947)
- After All: The Autobiography of Norman Angell (London: Hamish Hamilton, 1951; rpt. New York: Farrar, Straus and Young, 1952).

## Các sách viết về Angell
- Martin Ceadel, Norman Angell in Keith Robbins (ed.) The Blackwell Biographical Dictionary of British Political Life in the 20th Century; Blackwell, 1990 pp15–17
- J D B Miller, Norman Angell and the Futility of War; Macmillan, 1986
- Michael Meadowcroft, Norman Angell in Brack & Randall (eds.) The Dictionary of Liberal Thought; Politico's, 2007 pp9–11